# Johann Stephan Burgermeister

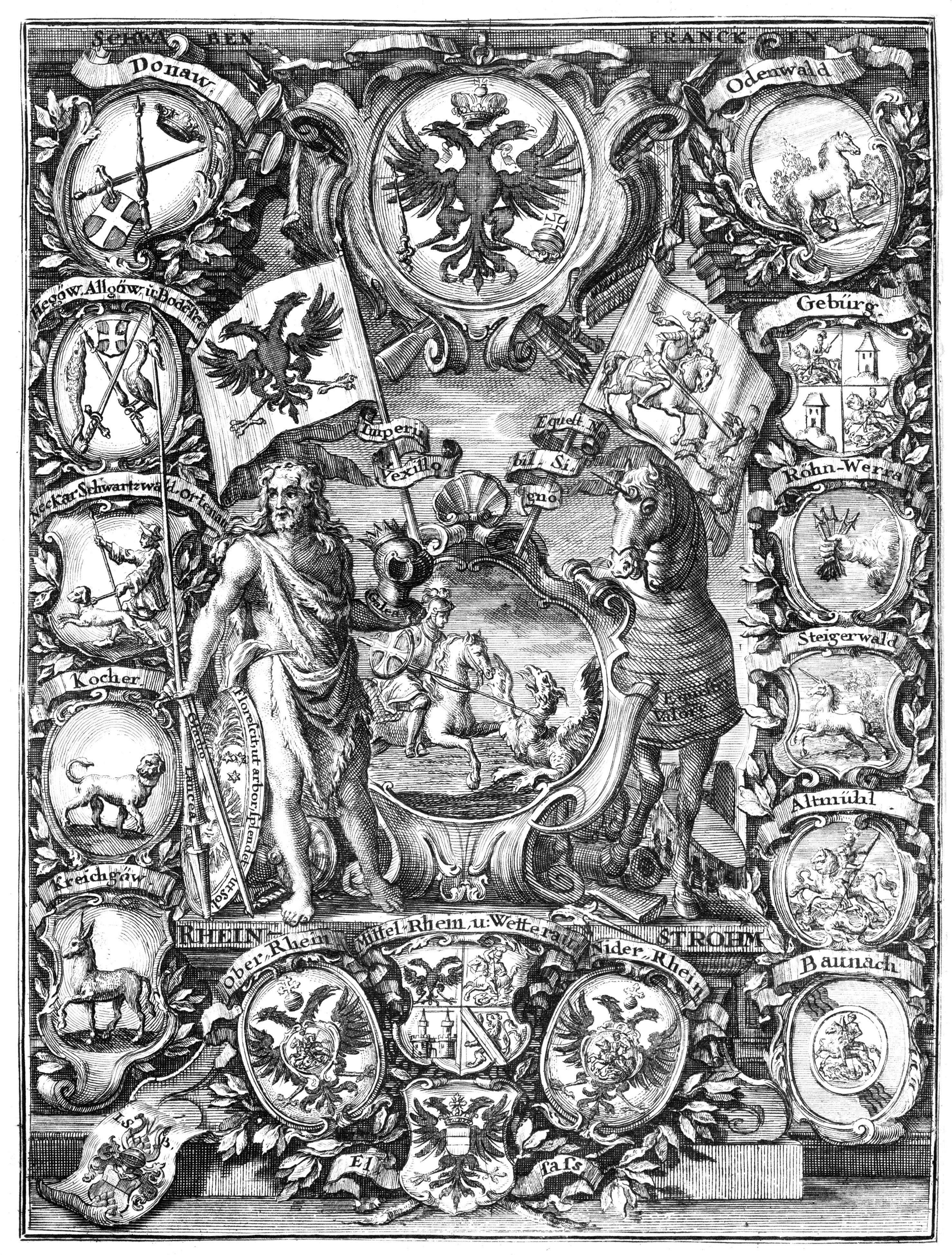
Reichs-Ritterkreis, Johann Stephan Burgermeister, 1721

Johann Stephan Burgermeister, genannt von Deizisau (* 10. Dezember 1663 in Geislingen an der Steige; † 1722 in Ulm) war ein deutscher Jurist.
Burgermeister wurde als Sohn eines Kaufmanns aus Geislingen geboren, das damals zur freien Reichsstadt Ulm gehörte. In Ulm besuchte er das Gymnasium und studierte dann bis 1687 in Marburg, Wittenberg, Straßburg und Heidelberg Jura. 1688 wurde er Lizenziat in Tübingen und 1691 Doktor der Rechte. 1696 juristischer Berater und 1698 Syndikus der schwäbischen freien Reichsritterschaft in dem Kanton Neckar-Schwarzwald und herzoglich württembergischer Rat. 1706 ging er als Rechtsberater nach Ulm, wo er bis an seinen Tod verblieb.
Burgermeister verfasste als eifriger Verteidiger der Privilegien der freien Reichsritterschaft mehrere Schriften. Sein ältester Sohn Wolfgang Paul wurde ebenfalls Rechtsgelehrter.
Johann Stephan Burgermeister war mit Katharina Barbara Burgermeister, geborene Schweder (* 1676, † 2. Februar 1763) verheiratet.